# Amnesia disociativa
La amnesia disociativa, también conocida como amnesia funcional o amnesia psicógena, es un trastorno disociativo caracterizado por una débil pérdida de memoria provocada por un episodio intenso de estrés psicológico, y que no puede atribuirse a causas neurobiológicas. La amnesia psicógena se caracteriza por:
- Presencia de amnesia retrógrada (la incapacidad de recuperar recuerdos almacenados previamente).
- Ausencia de amnesia anterógrada (la incapacidad de crear nuevos recuerdos a largo plazo).[2][3][4]

La amnesia disociativa está provocada por causas psicológicas en mayor medida que fisiológicas, y en ocasiones puede tratarse mediante psicoterapia.
Existen dos tipos de amnesia disociativa: global, y específica de situación.
La amnesia global, también conocida como fuga disociativa, consiste en una súbita pérdida de la identidad personal que puede durar desde unas horas hasta varios días, y suele estar precedida por un estrés severo o un estado de ánimo deprimido. Se trata de un trastorno muy infrecuente, y suele remitir espontáneamente con el tiempo, pudiendo ser útil la terapia. En muchos casos, los pacientes sufren la pérdida de sus recuerdos autobiográficos y su identidad personal, pero siguen siendo capaces de aprender nueva información y desempeñar con normalidad las actividades de la vida diaria. En otras ocasiones puede existir una pérdida de conocimientos semánticos y habilidades procedimentales básicas, como la escritura y la lectura.
La amnesia disociativa específica de situación tiene lugar como resultado de una experiencia extremadamente estresante, como ocurre en el caso de un trastorno por estrés postraumático, el abuso sexual infantil o situaciones de combates militares, así como en aquellas situaciones en las que se es testigo de algún acontecimiento impactante, como el asesinato de un familiar cercano.

## Amnesia disociativa y cerebro

### Comparación con la amnesia de causa orgánica
Clínicamente, la amnesia disociativa se caracteriza por la pérdida de la capacidad para recuperar los recuerdos almacenados sin que exista un aparente daño neurológico, mientras que la amnesia orgánica se caracteriza por la presencia de daños en el lóbulo temporal medial o anterior, así como en las regiones prefrontales. Estos daños pueden deberse a accidentes cerebrovasculares, traumatismos craneoencefálicos, isquemias o encefalitis. La amnesia orgánica se caracteriza por la preservación de la identidad personal, los conocimientos semánticos básicos y las habilidades procedimentales, y las imágenes neurorradiológicas muestran daños cerebrales en las áreas corticales y subcorticales asociadas al funcionamiento de la memoria a largo plazo. En cambio, en la amnesia disociativa se produce una pérdida de la identidad personal, conocimientos semánticos y capacidades procedimentales, al menos durante las primeras fases de la amnesia. No obstante, las historias clínicas y los exámenes neurorradiológicos no reflejan la presencia de daño cerebral.

### Técnicas de neuroimagen
Aunque, como se ha dicho, en la amnesia disociativa no se observa daño estructural del cerebro, mediante técnicas de neuroimagen puede observarse una actividad cerebral anormal. Las pruebas realizadas mediante resonancia magnética de imágenes indican que los pacientes con amnesia disociativa son incapaces de recuperar recuerdos emocionales durante el periodo amnésico, lo que sugiere que los cambios en las funciones límbicas están relacionados con la sintomatología de la amnesia disociativa. Mediante el uso de la tomografía por emisión de positrones para estudiar la activación en pacientes con amnesia disociativa ante tareas de reconocimiento facial, se encontró un aumento en la activación de la región temporal medial anterior derecha, incluyendo la amígdala, mientras que las regiones bilaterales del hipocampo solamente mostraban un incremento en su actividad entre los pacientes del grupo control, lo que apunta una vez más hacia la posibilidad de que las funciones límbicas y córtico-límbicas estén relacionadas con los síntomas hallados en los casos de amnesia disociativa.

## Factores de riesgo
Los pacientes que se han visto expuestos a sucesos física o emocionalmente traumáticos presentan un mayor riesgo de desarrollar una amnesia disociativa. Por ejemplo, los soldados que han entrado en combate, personas que han sido objeto de abusos sexuales durante la infancia, o bien aquellos que han sufrido los efectos de la violencia doméstica, desastres naturales o actos terroristas. En esencia, existe un riesgo en todos aquellos casos en los que se ha experimentado una situación que haya generado un intenso estrés psicológico, conflictos internos, o una situación vital intolerable. El abuso infantil, especialmente aquellos abusos crónicos que se hayan experimentado desde la infancia, se ha relacionado con el desarrollo de altos niveles de síntomas disociativos, incluyendo la amnesia referente a los recuerdos del abuso. Los estudios realizados al respecto apuntan firmemente a que suele producirse una recuperación de estos recuerdos, generalmente sin que sea necesaria la mediación de una psicoterapia.

## Estudios de prevalencia
Un estudio de Elliot sobre una muestra aleatoria (n=505) encontró que la amnesia disociativa específica de situación era relativamente común en la población general. El 72% de los sujetos declararon haber sufrido algún tipo de trauma emocional profundamente estresante; y el 32% de estos declararon haber sufrido una amnesia parcial o total sobre los sucesos traumáticos experimentados, seguida de un "recuerdo demorado" del suceso. Los sucesos traumáticos más frecuentemente asociados con episodios de amnesia disociativa fueron el haber sido testigos de algún suicidio o asesinato, y haber sido víctimas de abusos sexuales. Elliot también halló que la amnesia disociativa se asociaba principalmente a traumas severos o repetidos, así como a aquellos traumas experimentados durante la niñez. Los sujetos aseguraron sufrir algún tipo de episodio disociativo seguido de un recuerdo demorado posterior cuando se enfrentaban a estímulos similares a la situación traumática. Los estímulos desencadenantes más comunes de estas experiencias eran aquellos relacionados con la televisión, el cine, etc, mientras que la psicoterapia se encontró entre los estímulos desencadenantes menos frecuentes.
Otros estudios han ratificado que la amnesia disociativa específica de situación es común entre víctimas de abusos infantiles:
- En un estudio de 1994, Williams[10] encontró que cerca de una tercera parte de las mujeres con un historial confirmado de haber sido víctimas de abusos durante su infancia, no recordaba esos abusos durante su adultez. El hecho de que estas mismas mujeres no se mostraran reacias a comentar otros incidentes potencialmente embarazosos o vergonzantes (por ejemplo, abortos, prostitución, o agresiones sexuales durante la adultez) llevó a Williams a asumir que estas mujeres realmente habían perdido la capacidad de acceder a esos recuerdos traumáticos. En un estudio de seguimiento publicado al año siguiente, Williams[11] encontró, entre mujeres con un historial documentado de haber sido víctimas de abuso sexual durante la infancia, que un 16% declaraban que existía un lapso de tiempo para el que no eran capaces de recordar la totalidad o parte de los abusos sufridos.
- Widom y Morris[12] realizaron un estudio en adultos (n=450) con historias confirmadas de negligencias severas y abusos (físicos y/o sexuales). El 59,3% informaron de la existencia de periodos de amnesia total o parcial para el maltrato sufrido.
- Dahlenberg[16] realizó un estudioo sobre 17 mujeres que habían recuperado los recuerdos de los abusos sexuales sufridos durante la infancia mediante sesiones de terapia. Seis evaluadores independientes confirmaron que las 17 mujeres habían recuperado satisfactoriamente esos recuerdos.

## Explicaciones teóricas
La amnesia disociativa está lejos de ser completamente entendida. Aunque se han propuesto diversas explicaciones, ninguna de ellas ha sido verificada como el mecanismo que logre explicar todos los tipos de amnesia disociativa. Algunas de estas teorías son las siguientes:
- Las teorías psicoanalíticas establecen que la amnesia disociativa es un acto de auto-conservación, una alternativa a medidas más drásticas, como el suicidio.[1]
- Desde el punto de vista de la psicología cognitiva, este trastorno utiliza el sistema de creencias personal del sujeto para reprimir los recuerdos no deseados fuera de la conciencia mediante la alteración de los neuropéptidos y los neurotransmisores que se liberan durante la experimentación de sucesos estresantes, afectando a la formación y la recuperación de recuerdos.[1]
- La teoría del trauma de Betrayal sugiere que la amnesia disociativa es una respuesta adaptativa ante el abuso infantil. Cuando un padre, u otra figura con poder, viola alguno de los principios fundamentales de la ética de las relaciones humanas, las víctimas pueden necesitar mantenerse alejados de las vivencias mismas del trauma, no tanto para evitar el sufrimiento como para garantizar la supervivencia. La amnesia permite al niño mantener un vínculo con una figura vital para su supervivencia y desarrollo. El análisis de las presiones evolutivas, los módulos mentales, las cogniciones sociales y las necesidades de desarrollo sugieren que el grado en que se violan los principios éticos fundamentales del ser humano puede influir en la naturaleza, forma y proceso del trauma, así como las respuestas mostradas ante el mismo.[17]
- Una explicación neurobiológica establece que el procesamiento normal de los recuerdos autobiográficos se encuentra bloqueado por una liberación cerebral alterada o desbalanceada de la hormona del estrés, como los glucocorticoides y los mineralocorticoides.[2][14] Las zonas del sistema límbico en el hemisferio cerebral derecho son más vulnerables al estrés y al trauma, afectando a determinadas hormonas y neurotransmisores como la norepinefrina, la serotonina y el neuropéptido Y.[18] Los niveles elevados en la densidad de receptores de glucocorticoides y mineralocorticoides pueden afectar al lóbulo temporal anterior, al córtex orbitofrontal, al hipocampo y a la amígdala. Estos cambios morfológicos podrían estar causados por la pérdida de la regulación de la expresión génica en estos receptores, junto a una inhibición de factores neurotróficos durante condiciones sostenidas de estrés crónico.
- El estrés puede afectar directamente al lóbulo temporal medial y el sistema diencefálico, inhibiendo la recuperación de los recuerdos autobiográficos y produciendo una pérdida de la identidad personal. La retroalimentación negativa producida por este sistema puede afectar a la expresión emocional de estos pacientes, confiriéndoles una apariencia de perplejidad.[7]

## Tratamientos
Actualmente hay varios tratamientos disponibles para los pacientes de amnesia disociativa, pero no existen estudios suficientemente fiables acerca de la efectividad real de cada uno de ellos.
- El Psicoanálisis utiliza el análisis de los sueños, la interpretación y otros métodos psicoanalíticos para facilitar la recuperación de los recuerdos reprimidos. Las técnicas pueden incluir ubicar a los pacientes en situaciones amenazantes en las que se encuentran en un estado de emoción intensa.[1]
- La medicación y las técnicas de relajación -junto al uso de benzodiazepinas y otras drogas hipnóticas- buscan infundir en el paciente una sensación de relajación que posibilite la recuperación de los recuerdos.[1]
- Se ha propuesto el uso de la abreacción conjuntamente con la administración de midazolam para recuperar los recuerdos. Esta técnica fue utilizada durante la Segunda Guerra Mundial, pero actualmente ha caído en desuso. Se cree que esta técnica funciona deprimiendo la función de la corteza cerebral (y por tanto haciendo que la expresión de los recuerdos sea más tolerable) o mediante la disminución de la fuerza emocional vinculada a un recuerdo, que puede ser tan intensa que llegue a suprimir la función mnésica.[19]
- Algunos estudios sobre amnesia disociativa han concluido que la psicoterapia no está asociada a la recuperación de recuerdos de abuso sexual infantil.[15][20] Los datos al respecto sugieren que la recuperación de los recuerdos en casos de amnesia disociativa es espontánea, y se ve desencadenada por la exposición a estímulos relacionados con los experimentados durante el abuso.[20]